# Otto Messerer
Otto Messerer (geb. 31. Januar 1853 in Passau; gest. 12. Juli 1932) war Chirurg und Rechtsmediziner. Nach ihm ist der Messerer-Keil bzw. der Messerer-Bruch benannt.

## Leben und Wirken
Messerer studierte in München, Wien, Berlin, Paris und London. Seit dem Wintersemester 1872/73 war er Mitglied der musischen Studentenverbindung Akademischer Gesangverein München im SV. Er wurde 1877 promoviert. 1880 habilitierte er sich für Chirurgie und wurde Privatdozent an der Universität München.
Seit dem Wintersemester 1884/85 hielt er Vorlesungen über Gerichtsmedizin. Nachdem er 1885 Landgerichtsarzt in München geworden war, konnte er seine Sammlung von Skelettteilen, an denen er Knochenbruchexperimente durchgeführt hatte, wesentlich erweitern. Im Sommersemester 1891 wurde er zum außerordentlichen Professor für gerichtliche Medizin ernannt. 1898 wurde er Kreismedizinalrat von Oberbayern, blieb der Fakultät jedoch als Honorarprofessor verbunden.
Seine Vorlesung über Medizinalverwaltung und Medizinalpolizei hielt er bis zum Wintersemester 1932/33.

## Veröffentlichungen
- Über Elasticität und Festigkeit der menschlichen Knochen. Stuttgart, 1880. Digitalisat
- Experimentelle Untersuchungen über Schädelbrüche. München, 1884.
- Über die gerichtl.-med. Bedeutung verschiedener Knochenbruchformen. Friedreich’s Blätter für gerichtliche Medizin. 1885.